# Елица Панайотова
Елица Панайотова е българска архитектка. Изпълнителен директор е на първия научно-технологичен парк „София Тех Парк“ от 2012 до 2016 г.

## Биография
Завършила е Университета по архитектура, строителство и геодезия, магистър по градско планиране и архитектура. Получава магистърска степен по градско планиране и жилищна политика от Университета в Линкълн, Великобритания.
Елица Панайотова е известна с проекти по устройствения план на Бизнес Парк София, градоустройствени проекти в София (две наградени конкурсни разработки в екип), курорти по Черноморието и др.
От 2002 до 2005 г. е търговско аташе в посолството на България в САЩ. Работи за създаване на двустранни партньорства, бизнес коопериране и инвестиционно представяне във всички икономически сфери. След завръщането си в България, през 2006 г., отговоря за недвижими имоти в българския офис на „Глобал финанс“. През 2007 г. оглавява „Алфа Дивелопмънтс“, открива и частно архитектурно студио „Скица студио“.
От 2012 г. до 2016 г. Елица Панайотова е изпълнителен директор на „София Тех Парк“ АД – компания, собственост на българската държава чрез Министерството на икономиката.
През 2015 г. е определена за Жена на годината в категория „ХайТек и иновации“ в традиционния конкурс на списание „Грация“.
Елица Панайотова е координатор на „Зелена София“ към Столичната община. 